# Alpinia macroscaphis
Alpinia macroscaphis är en enhjärtbladig växtart som beskrevs av Karl Moritz Schumann. Alpinia macroscaphis ingår i släktet Alpinia och familjen Zingiberaceae. Inga underarter finns listade i Catalogue of Life.